# 조선통보

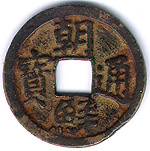

조선통보(朝鮮通寶)는 조선 시대에 처음으로 1423년부터 1425년까지 그리고 나중에 다시 1625년부터 1633년까지 한국의 현금 주화에 사용된 비문이다. 처음에 한국에 주화를 도입하려는 시도는 실패했다. 고려가 수세기 전에 자체 주화를 발행하려고 시도했던 경우도 마찬가지였다. 그러나 두 번째 시도 동안 한국 경제는 무역에 더욱 의존하게 되었고 주화의 필요성이 한국 사회에서 널리 퍼져 있는 물물교환에 도전하기 시작했다. 1633년에 안정부(常平廳, 상평청)에서 상평통보 현금 주화를 도입했는데, 그 인기로 인해 조선 통보 비문이 단계적으로 폐지되었다.
1881년 한국 정부는 고액 조선통보 화폐 발행을 실험했지만 발행되지 않았다.